# Percy Grosvenor
Percy Grosvenor (sinh ngày 17 tháng 3 năm 1911) là một cầu thủ bóng đá người Anh thi đấu ở Football League cho Leicester City. Anh trai của ông, Tom cũng là một cầu thủ bóng đá.